# Bistum Buéa
Das Bistum Buéa (lat.: Dioecesis Bueaensis) ist eine in Kamerun gelegene römisch-katholische Diözese mit Sitz in Buéa.

## Geschichte
Papst Pius XI. gründete die Apostolische Präfektur Buéa am 12. Juni 1923 aus Gebietsabtretungen des Apostolischen Vikariats Kamerun. Am 15. März 1939 wurde sie in den Rang eines Apostolischen Vikariats erhoben.
Mit der Apostolischen Konstitution Laeto accepimus wurde sie am 18. April 1950 in den Rang eines Bistums erhoben, das dem Erzbistum Onitsha als Suffraganbistum unterstellt wurde. Später wurde es Teil der neuen Kirchenprovinz des Erzbistums Yaoundé. Am 18. März 1982 wurde es Teil der neuen Kirchenprovinz des Erzbistums Bamenda.
Teile seines Territoriums verlor es zugunsten der Errichtung folgender Bistümer:
- 14. Juli 1950 an die Apostolische Präfektur Yola;
- 13. August 1970 an das Bistum Bamenda;
- 9. Februar 1999 an das Bistum Mamfe;
- 15. März 2016 an das Bistum Kumba.[1]

## Ordinarien

### Apostolische Präfekten von Buéa
- John William Campling MHM (6. August 1923–13. Mai 1925, dann Apostolischer Vikar des Obernils)
- Peter Rogan MHM (26. Juni 1925 – 15. März 1939)

### Apostolischer Vikar von Buéa
- Peter Rogan MHM (15. März 1939 – 18. April 1950)

### Bischöfe von Buéa
- Peter Rogan MHM (18. April 1950 – 18. August 1961)
- Julius Joseph Willem Peeters MHM (4. Juni 1962 – 29. Januar 1973)
- Pius Suh Awa (29. Januar 1973 – 30. November 2006)
- Emmanuel Bushu (30. November 2006 – 28. Dezember 2019)
- Michael Miabesue Bibi (seit 5. Januar 2021)

## Statistik
| Jahr | Bevölkerung | Bevölkerung | Bevölkerung | Priester     | Priester         | Priester       | Priester               | Ständige Diakone | Ordensleute  | Ordensleute      | Pfarreien |
| Jahr | Katholiken  | Einwohner   | %           | Gesamtanzahl | Diözesanpriester | Ordenspriester | Katholiken je Priester | Ständige Diakone | Ordensbrüder | Ordensschwestern | Pfarreien |
| ---- | ----------- | ----------- | ----------- | ------------ | ---------------- | -------------- | ---------------------- | ---------------- | ------------ | ---------------- | --------- |
| 1950 | 52.240      | 465.600     | 11,2        | 54           | 1                | 53             | 967                    |                  |              | 15               | 22        |
| 1956 | 73.219      | 742.959     | 9,9         | 60           | 1                | 59             | 1.220                  |                  | 2            | 23               | 23        |
| 1970 | 180.356     | 1.200.000   | 15,0        | 103          | 17               | 86             | 1.751                  |                  | 113          | 112              | 42        |
| 1980 | 128.000     | 634.600     | 20,2        | 44           | 12               | 32             | 2.909                  |                  | 43           | 49               | 19        |
| 1990 | 177.700     | 765.000     | 23,2        | 56           | 30               | 26             | 3.173                  |                  | 35           | 77               | 21        |
| 1999 | 187.000     | 875.000     | 21,4        | 42           | 25               | 17             | 4.452                  |                  | 23           | 52               | 16        |
| 2000 | 176.709     | 833.545     | 21,2        | 34           | 24               | 10             | 5.197                  |                  | 17           |                  | 17        |
| 2001 | 176.709     | 833.545     | 21,2        | 37           | 30               | 7              | 4.775                  |                  | 14           |                  | 17        |
| 2002 | 176.709     | 833.545     | 21,2        | 45           | 40               | 5              | 3.926                  |                  | 11           |                  | 17        |
| 2003 | 274.024     | 922.536     | 29,7        | 50           | 45               | 5              | 5.480                  |                  | 17           |                  | 17        |
| 2004 | 289.542     | 950.000     | 30,5        | 57           | 49               | 8              | 5.079                  |                  | 16           | 70               | 19        |
| 2006 | 302.223     | 974.000     | 31,0        | 72           | 58               | 14             | 4.197                  |                  | 27           | 65               | 22        |
| 2015 | 409.108     | 1.120.000   | 36,5        | 107          | 92               | 15             | 3.823                  |                  |              | 156              | 35        |
| 2016 | 557.854     | 203.617     | 36,5        | 66           | 56               | 10             | 3.085                  |                  |              | 112              | 19        |